# Graffenrieda reticulata
Graffenrieda reticulata är en tvåhjärtbladig växtart som beskrevs av John Julius Wurdack. Graffenrieda reticulata ingår i släktet Graffenrieda och familjen Melastomataceae. Inga underarter finns listade i Catalogue of Life.